# Calamus platyspathus
Calamus platyspathus är en enhjärtbladig växtart som beskrevs av Carl Friedrich Philipp von Martius och Carl Sigismund Kunth. Calamus platyspathus ingår i släktet Calamus och familjen Arecaceae. Inga underarter finns listade i Catalogue of Life.